# Lamothe-Landerron

Lamothe-Landerron este o comună în departamentul Gironde din sud-vestul Franței. În 2009 avea o populație de 1.108 de locuitori.

## Evoluția populației
| An        | 1975 | 1982 | 1990  | 1999  | 2006  | 2009  |
| --------- | ---- | ---- | ----- | ----- | ----- | ----- |
| Populație | 950  | 958  | 1.003 | 1.040 | 1.070 | 1.108 |